# Raimundo Viejo Viñas
Raimundo Viejo Viñas   (Vigo, 15 d'agost de 1969) és un teòric polític i activista gallec relacionat amb el 15M i moviments socials anteriors. És doctor en ciència política per les universitats de Santiago de Compostel·la i Humboldt de Berlín, i professor associat a la UdG. Abans ha estat professor de les universitats de Chicago, Pompeu Fabra de Barcelona, Lausanne i Santiago de Compostel·la. Ha publicat als periòdics Diagonal, La Directa i Público. Així mateix, ha publicat les seves anàlisis sobre el moviment del 15M en diversos llibres col·lectius. Es pot trobar una síntesi de bona part del seu pensament al volum «La dansa de Medusa».
Arran de les eleccions municipals de 2015 va ser regidor d'Educació i Universitats a l'Ajuntament de Barcelona, substituint Gerard Ardanuy i Mata, en representació de Barcelona en Comú. També presideix la Comissió de Govern del districte de Gràcia com a Regidor de Districte. El novembre de 2015 va deixar els seus càrrecs municipals per presentar-se a les eleccions generals espanyoles de 2015 amb la confluència d'esquerres En Comú Podem, de manera que fou substituït com a regidor per Eloi Badia. Fou elegit diputat per Barcelona per a la XI legislatura del Congrés dels Diputats.

## Obres
Llibres
- La dansa de Medusa. Barcelona: El Tangram, 2012 (en català, escrit conjuntament amb Marc Montanyès).
- Les raons dels indignats. Barcelona: Pòrtic, 2011 (en català, com a editor del volum).
- Principis de la ciutat. Tres paradigmes normatius i la política contenciosa.  Fundació Nous Horitzons, 2010. (VII Premi Nous Horitzons).

Capítols en llibres col·lectius
- ¡Espabilemos! Argumentos desde el 15-M. Madrid: Catarata, 2012. (en castellà)
- "O 15M e além do 15M. Crise constituinte e emergência da Autonomia 2 .o", a Márcos Pérez Pena (coord.): A praza é nossa". Ames: 2.0 editora, 2011. (pàgs. 169-184).
- "Do 15F ao 15M. As mutaçons rekombinantes do repertório antagonista", a Alfredo Iglesias (coord.):15-M: O povo indignado. Santiago de Compostela: Laiovento, 2011.
- "Cicles i repertoris del moviment social. Agència política i dinàmica de l'acció col·lectiva disruptiva (2008-2009)", a Marc Parés (Dir.): Informe sobre l'Estat de la democràcia a Catalunya 2010. Barcelona: Fundació Jaume Bofill, 2010 (escrit conjuntament amb Natàlia Jiménez, Helena Martínez i Jorge Moruno).
- "La política en els seus límits. Cartografiar la política contenciosa a Catalunya", a Marc Parés (Dir.): Informe sobre l'Estat de la democràcia a Catalunya 2010. Barcelona: Fundació Jaume Bofill, 2010.